# Collegium Hungaricum Berlin

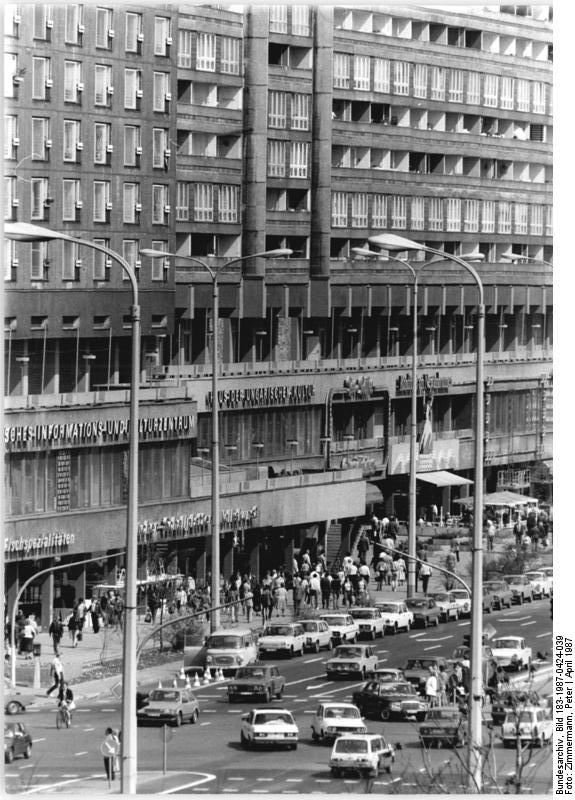
Fassade in der Karl-Liebknecht-Straße (1987)

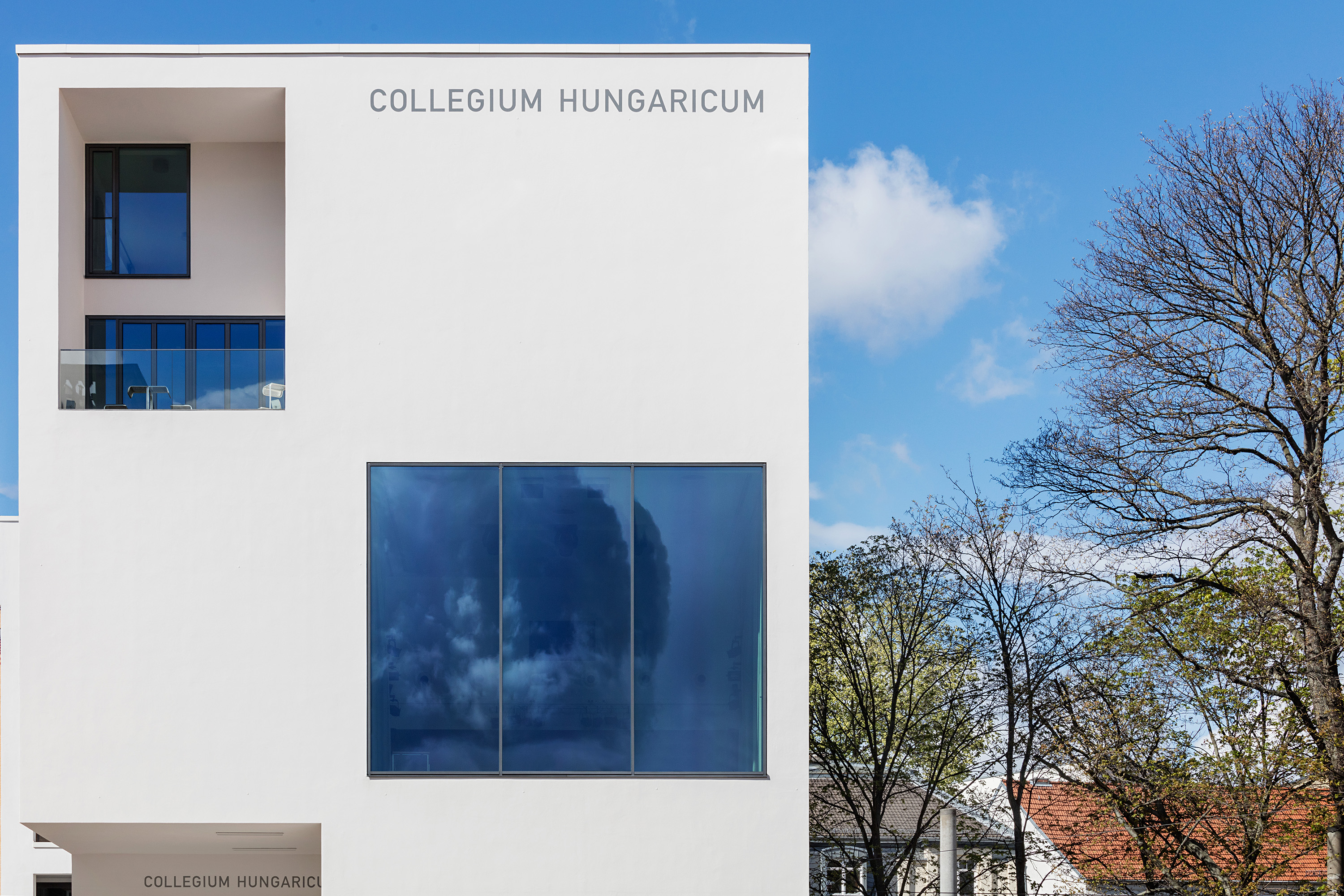
Neues Gebäude in der Dorotheenstraße (2019)

Das Collegium Hungaricum Berlin (CHB) fördert seit 1924, als Teil des Netzwerks ungarischer Kulturinstitute weltweit, den kulturellen und wissenschaftlichen Austausch zwischen Ungarn und Deutschland.

## Geschichte
Das 1924 von Róbert Gragger gegründete Collegium Hungaricum hatte von 1926 bis 1944 seinen Sitz in der Dorotheenstraße 2. Zusammen mit dem bereits 1916 von Gragger gegründeten Ungarischen Institut der Friedrich-Wilhelms-Universität gehörte es zum ersten hungarologischen Zentrum Deutschlands. In der Zeit des Nationalsozialismus wurde es von Julius von Farkas geleitet. Im Seitenflügel des Gebäudes befand sich das Seminar für Volkskunde. Das Gebäude wurde im Zweiten Weltkrieg zerstört. 
1973 wurde der Neubau in der Karl-Liebknecht-Straße 9 eingeweiht, wo das Haus der Ungarischen Kultur seinen Sitz hatte. Dort fanden unter anderem Ausstellungen, Lesungen, Sprachkurse und Filmfestivals statt. Im Erdgeschoss gab es ein Geschäft für Zeitungen, Zeitschriften, Schallplatten, Bücher und Erzeugnisse des Kunstgewerbes. Das Haus der Ungarischen Kultur war ein wichtiger Ort der intellektuellen Szene Ost-Berlins (dargestellt etwa im Film Heute abend und morgen früh, 1980). Nach der Wende wurde der Name in Haus Ungarn geändert. Die Leitung hatte zwischen 1995 und 1999 György Dalos inne. Seit 2000 trägt das Institut wieder seinen ursprünglichen Namen Collegium Hungaricum Berlin. Das 140 Plätze fassende Kino firmierte ab 1993 bis 2007 unter dem Namen Balázs (benannt nach dem Filmtheoretiker Béla Balázs).
1997 erhielt Ungarn das Grundstück am alten Standort als Schenkung. 2007 zog das CHB in ein dort von Peter P. Schweger errichtetes sechsstöckiges Gebäude (heutige Adresse: Dorotheenstraße 12) hinter dem Hauptgebäude der Humboldt-Universität ein. Die Kunst am Bau, ein den Kopf in die Außenwand steckender Riese, stammt von Ervin Hervé-Lóránth. Im früheren Gebäude in der Karl-Liebknecht-Straße befand sich bis 2012 der Club .HBC.
 

Das CHB ist heute sowohl im kulturellen als auch im wissenschaftlichen Bereich tätig. In seiner Programmgestaltung spielt die Zusammenarbeit mit ungarischen, deutschen und internationalen Institutionen eine bestimmende Rolle. Im Fokus stehen dabei spartenübergreifende Projekte sowie aktuelle Produktionen aus den Sparten Film, Literatur und Übersetzung, bildende Künste, Musik und Performance. Seit Oktober 2018 wird das CHB von der Kulturwissenschaftlerin Márta Nagy geleitet. 

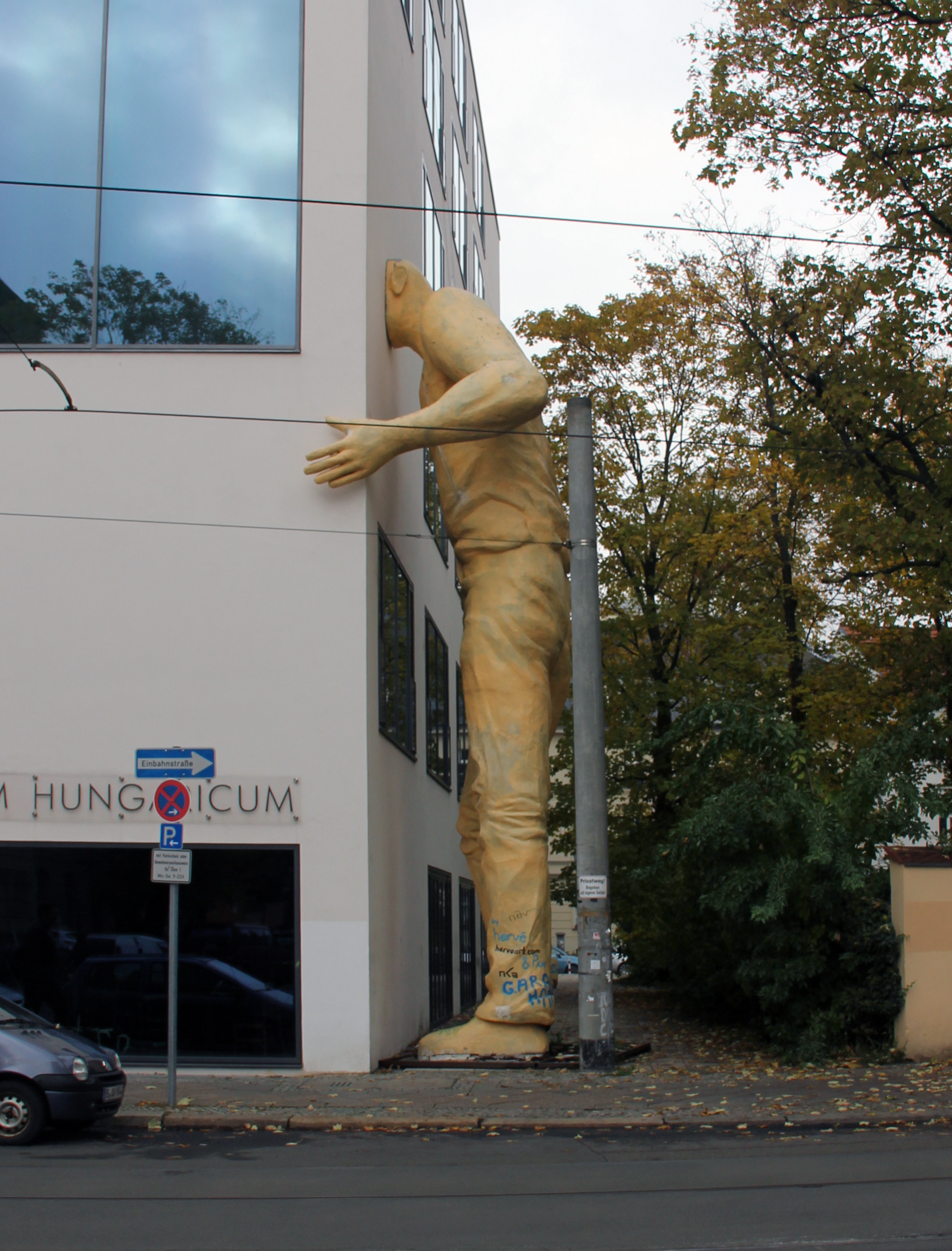
Skulptur Riese von Ervin Hervé-Lóránth